# Estadi BBVA
L'Estadi BBVA és un estadi de futbol que es troba al municipi de Guadalupe, Nuevo León, Mèxic, que forma part de la zona metropolitana de Monterrey, i és seu del Club de Futbol Monterrey de la primera divisió de Mèxic. Va ser inaugurat el 2 d'agost de 2015 amb la vuitena edició de la Copa Eusébio en un partit contra el Benfica de Portugal, amb un marcador de 3-0 a favor de Monterrey.

## Projecte
El projecte per a la construcció de l'Estadi del Monterrey va rebre la llum verda de les autoritats al març de 2010, amb la primera fase de la construcció arrencant dies després. L'àrea total del projecte és de 187.499.56 m² i el seu disseny va estar a càrrec de la signatura multinacional d'arquitectura Populous i la signatura mexicana d'arquitectura en conjunt amb l'arquitecte Federico Velasco, V&FO Arquitectes, que ha treballar en els dissenys des de 2008. L'estadi va ser triat per ser un dels estadis seu de la Copa Mundial de Futbol 2026.

## Característiques
- Té capacitat per 53.500 espectadors, després d'un increment al seu aforament inicial de 51 000.[3]
- 324 Suites.
- Compta amb 2 restaurants.
- Zona comercial.
- Tenda oficial del club.
- Pista d'entrenament annexa.
- Estacionament amb una capacitat per 3.500 cotxes.
- Per als esdeveniments massius, com concerts, pot arribar a tenir fins a 70.000 persones.
- Té quatre vestidors per als equips, per a àrbitres, camerinos, i sales d'hidromassatge.
- Sala de conferències de premsa, instal·lacions per als mitjans de comunicació, lounge, instal·lacions de sales de seguretat amb monitoreig.
- Pantalles per a poder veure les repeticions.
- Compta amb xarxa wifi en tot l'estadi.

## Història

### Antecedents i inauguració
El projecte va ser presentat al març de 2010 i la primera fase va arrencar dies després a càrrec de la companyia Populous. La inauguració de l'estadi es va realitzar el diumenge 2 d'agost de 2015.

## Dades i anècdotes
- El primer partit oficial es va realitzar l'11 d'agost de 2015 entre el Monterrey i el Pachuca. El primer gol en partit oficial va ser marcat per l'argentí Ariel Nahuelpán, jugador del Pachuca i el primer gol d'un jugador de Rayados va ser marcat pel també argentí Rogelio Funes Mori. El partit va acabar 4-3 a favor del Monterrey.
- L'equip que li va llevar l'invicte al Monterrey en aquest estadi en un partit oficial va ser l'Atlètic San Luis en la Jornada 1 de la Copa Corona MX Clausura 2016, en guanyar 1-0.
- El primer Clàssic Regiomontano en aquest estadi va ser en l'edició 106 duta a terme el 5 de març de 2016. Monterrey va guanyar 1-0 amb gol de Efraín Juárez al minut 48.
- El resultat més notable a aquest estadi va ser la victòria del Monterrey en contra de Jaguars per 6-0, en la Jornada 13 del torneig Clausura 2016.
- La primera final femenil es va dur a terme el 4 de maig de 2018 quedant coronades les Tigres Femenil en penals, en la primera final règia femenil amb un marcador 4-4 en temps regular i 2-4 des dels onze passos a favor de les visitants. En aquest partit es va trencar el rècord mundial d'assistència en un partit de futbol femenil amb una assistència de 51.211 assistents.[4] Posteriorment al març de 2019 aquest rècord va ser superat en una trobada entre Barcelona i Atlètic de Madrid en el Wanda Metropolità, que va registrar 60.739 afeccionats.

## Principals concerts
El 15 de febrer de 2017, el cantant canadenc Justin Bieber va fer un concert com a part de la seva Purpose World Tour.

## Galeria d'imatges

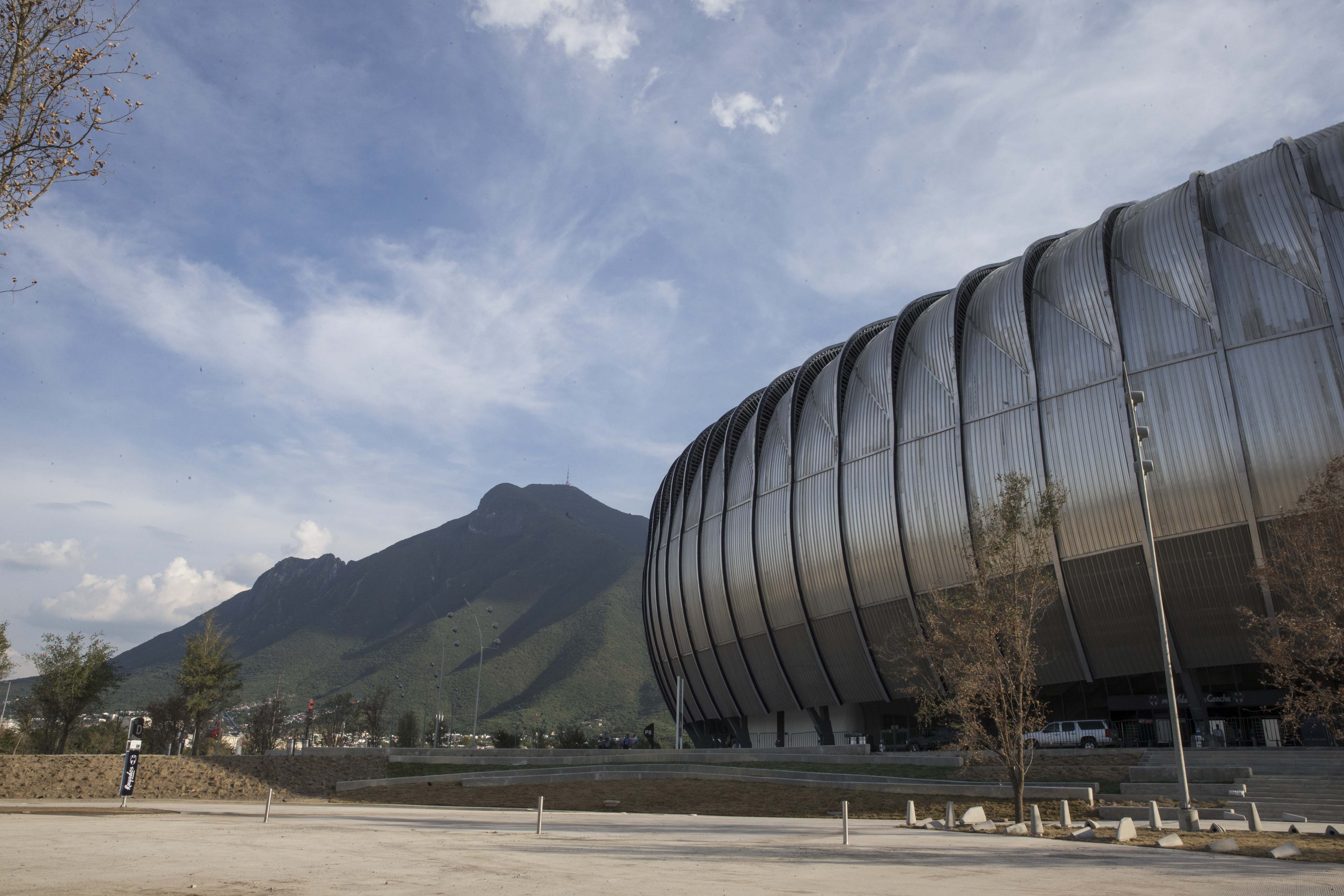
Vista exterior de l'estadi
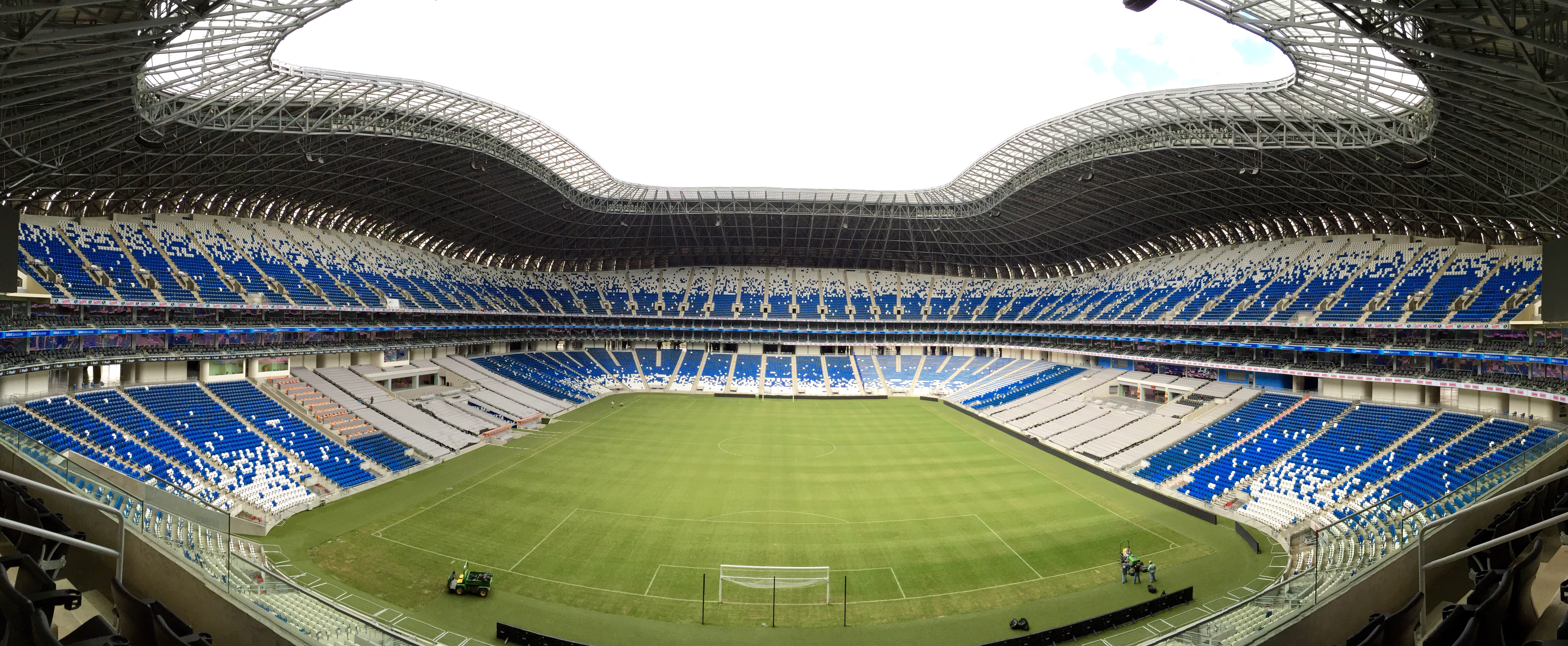
Vista interior de l'estadi
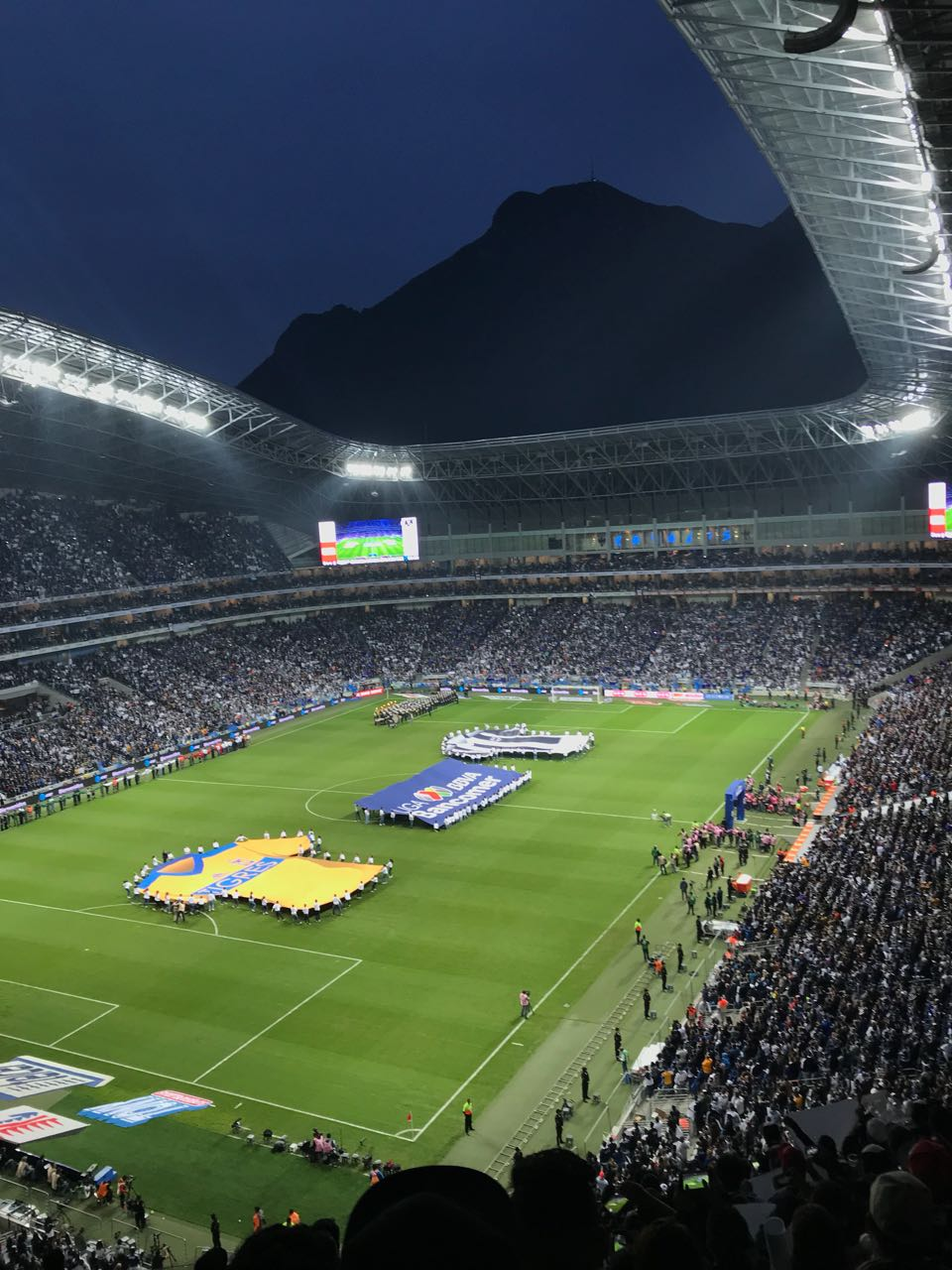
Final Règia en la Lliga mexicana de futbol